# Osmidus guttatus
Osmidus guttatus là một loài bọ cánh cứng trong họ Cerambycidae.